# Орден за заслуге Немачког орла
Орден за заслуге Немачког орла  (немачки:Verdienstorden vom Deutschen Adler) био је награда немачког нацистичког режима, претежно страним дипломатама. Орден је установио 1. маја 1937. Адолф Хитлер. Престала је да се додељује након слома нацистичке Немачке на крају Другог светског рата у Европи. Ношење Ордена за заслуге Немачког орла било је забрањено у Савезној Републици Немачкој.

## Критеријуми
Орден за заслуге Немачког орла био је дипломатска и почасна награда која се додељује истакнутим странцима, посебно дипломатама, који су сматрани наклоњеним нацизму.
Поред награда држављанима других земаља, министар спољних послова Рајха и заштитник Рајха Чешке и Моравске добили су „посебну диплому“ (Sonderstufe), са идентичним ознакама Великог крста Реда. У складу са тим, министар спољних послова Константин фон Нојрат, добио је специјални степен Ордена, додатном наградом Јоахим фон Рибентроп награђен је при његовом именовању за министра спољних послова 1938. године. Године 1943. др Вилхелм Фрик добио је Специјалну диплому након што је постао Рајх заштитник Чешке и Моравске.

## Изглед и класе
Крст је заснован на Малтешком крсту са немачким орловима на сваком углу који носе кукасти крст. За војне примаоце Ред је такође садржавао укрштене мачеве.  Крст је био окачен на 46 mm дугу црвену траку са пругама у црној, црвеној и белој боји. Награда је, у прва два разреда, такође дошла у облику сребрне или златне осмокраке звезде, са одговарајућим белим малтешким крстом и златним орловима у центру. Укупан изглед и назив Реда представљали су имитацију пруског реда Црног орла, Реда Црвеног орла и Реда Светог Јована (Баиливик из Бранденбурга) .
Од 1937. до 1943. године Орден је представљен у шест одељења:
1. Велики крст реда немачког орла са звездом ( Grosskreuz des Deutschen Adlerordens )
2. Орден немачког орла са звездом (Deutscher Adlerorden mit Stern )
3. Орден немачког орла 1. класе ( Deutscher Adlerorden, Erste Stufe )
4. Орден немачког орла 2. класе ( Deutscher Adlerorden, Zweite Stufe )
5. Орден немачког орла 3. класе ( Deutscher Adlerorden, Dritte Stufe )
6. Немачка медаља за заслуге (  Deutsche Verdienstmedaille)

Јединствени Велики крст Ордена заслуга немачког орла у злату са дијамантима ( Grosskreuz des Deutschen Adlerordens in Gold und Brillanten) was also awarded to Benito Mussolini on 25 September 1937)
Дана 27. децембра 1943. Ред је реорганизован у девет класа:
1. Велики крст реда немачког орла у злату са звездом ( Goldenes Grosskreuz des Deutschen Adlerordens )
2. Велики крст реда немачког орла са звездом ( Grosskreuz des Deutschen Adlerordens )
3. Орден немачког орла 1. класе ( Deutscher Adlerorden, Erste Stufe )
4. Орден немачког орла 2. класе ( Deutscher Adlerorden, Zweite Stufe )
5. Орден немачког орла 3. класе ( Deutscher Adlerorden, Dritte Stufe )
6. Орден немачког орла 4. класе ( Deutscher Adlerorden, Vierte Stufe )
7. Орден немачког орла 5. класе ( Deutscher Adlerorden, Fünfte Stufe)
8. Сребрна медаља за заслуге (Silberne Verdienstmedaille)
9. Бронзана медаља за заслуге ( Bronzene Verdienstmedaille )

## Примаоц

### Велики крст Ордена за заслуге немачког орла у злату са дијамантима
- Бенито Мусолини

### Велики крст Ордена за заслуге немачког орла у злату са звездом
Велики крст Ордена за заслуге немачког орла у злату додељен је најмање петнаест пута:
- Јон Антонеску, начелник генералштаба румунске војске
- Краљ Борис III из Бугарске
- Галеазо Циано Конте ди Кортелазо, Италија
- Роберто Фаринаци, Италија
- Франциско Франко, шпански диктатор, де факто регент Шпаније и генерал (последњи носилац Великог крста у време његове смрти 1975. године).
- Др Вилхелм Фрик, Рајхминистар
- Хајнрих Химлер, Рајхкомандант СС
- Адмирал Миклош Хорти, Мађарска
- Фелдмаршал Карл Густаф Емил Манерхеим, врховни командант финских оружаних снага
- Константин Фреихер фон Нојрот, министар спољних послова Рајха
- Генерал Хидеки Тоџо, јапански премијер
- Генерал Хироши Ошима, јапански амбасадор
- Адмирал Исоруку Јамамото, врховни командант комбиноване флоте
- Јоахим фон Рибентроп, министар спољних послова Рајха
- Ристо Рити, председник Финске

### Велики крст
- Луанг Прадитманутхам ( Приди Баномионг), министар спољних послова Тајланда, 1938.[4]
- Пхиа Рајавангсан, тајландски изасланик и опуномоћени министар у Немачкој (са седиштем у Лондону), 1938.[4]
- Принц Ван Ваитхаиакон од Сијама, 1938 [4]
- Хенри Форд добио је Велики крст Немачког орла на свој 75. рођендан, 30. јула 1938.[2][5]
- Генерал Љубомир Марић, југословенски министар одбране, 21. новембра 1938.[6]
- Иви Андрићу додељен је Велики крст немачког орла, 19. априла 1939.[7]
- Јапански маршал Адмирал Исороку Јамамото одликован је великим крстом Ордена немачког орла 9. фебруара 1940.
- Шведски истраживач Свен Хедин одликован је великим крстом Ордена немачког орла на свој 75. рођендан 19. фебруара 1940.[8]
- Генерал Олоф Торнел, врховни командант шведских оружаних снага, одликован је великим крстом реда немачког орла 7. октобра 1940.[2]
- Шведски банкар и индустријски вођа Јакоб Валенберг, одликован великим крстом Ордена немачког орла, Берлин 1941. Вашингтон Национал Рекордс Центер, Суитланд, Мериланд; ВНРЦ, РГ 84, Поверљиви досијеи Стокхолмске делегације 1946-1947, Оквир 4, Америчка делегација, Стокхолм, Државном министарству (бр. 7447), 1946-10-09.
- Ахиле Старак, секретар Фашистичке партије Италије
- Јозеф Тисо, римокатолички свештеник, председник Прве Словачке Републике [9]
- Серафино Мазолини, министар спољних послова, Фашистичка партија Италије 1943. године

### Остале класе
Број додељених одликовања је непознат.
- Емил Кирдоф, директор индустријског конзорцијума Гелсенкирцхен (доделио га Хитлер 8. априла 1937). [тражи се извор]
- Томас Ј. Ватсон, председник ИБМ-а, 1937. Ватсон је такође био председник Међународне трговинске коморе 1937; медаља је додељена док се те године ИЦЦ састајао у Немачкој.[10]
- Ернест Г. Лиеболд, приватни секретар Хенрија Форда, одликован је Орденом немачког орла 1. класе септембра 1938.[11]
- Плаек Фибунсонгкхрам, премијер Тајланда. Одликован је орденом немачког орла 1. класе 1939. године [12]
- Чарлс Линдберг одликован је Орденом немачког орла са звездом 19. октобра 1938.[2]
- Џејмс Моне, извршни директор Генерал Моторс -а за иностране операције, одликован је Орденом немачког орла 1. класе.[2]
- Ђовани Ђентиле, витез реда немачког орла II класе (јул 1940).
- Инг. Уго Конте (1884–1951), главни инжењер Рима, одликован је Орденом немачког орла 2. класе 16. децембра 1938. године за водећи тим у изградњи првог немачког аутопута.
- Фински министар одбране Рудолф Валден одликован је Великим крстом реда немачког орла.[13]
- Финска вођа организације Лота Свард Фани Луконен одликована је Орденом немачког орла са звездом 1943. године. Била је једина жена која није Немица, а примила је медаљу.[14]
- Карлос де Аимерих и Муноз де Баена (1896-1980), шпански официр, одликован орденом II класе 1. јуна 1939. [тражи се извор]